# Dornier Do 27
El Dornier Do 27 fue un avión utilitario STOL fabricado por Dornier Flugzeugwerke (posteriormente DASA Dornier y Fairchild-Dornier), y fue el primer avión que entró en producción en Alemania después de la II Guerra Mundial.

## Diseño y desarrollo
En 1949, Claudius Dornier reinició sus actividades en España, vinculando muy íntimamente sus oficinas técnicas con la empresa española CASA. El primer vuelo del Do 25, realizado en junio de 1954, puso en evidencia la fecundidad de esta colaboración. Se trataba de un avión diseñado específicamente para cubrir los requerimientos militares españoles por un avión utilitario ligero, con características de despegue y aterrizaje cortos (STOL). De este modelo se construyeron dos prototipos, que disponían de ala alta, flaps sobredimensionados, amplio parabrisas envolvente, tren de aterrizaje fijo y cabina relativamente espaciosa. El primer prototipo estaba propulsado por un único motor ENMASA Tigre de 150 cv, de poca potencia para alcanzar las prestaciones de diseño, por lo que se instaló un motor bóxer Continental O-470 más potente en el segundo.
El prototipo del Do 27, desarrollado a partir de este aparato, llevaba entre cuatro y seis asientos y voló por primera vez en España el 27 de junio de 1955. CASA construyó en España 40 ejemplares, bajo la denominación CASA C-127. Sin embargo, la mayoría de los aviones (428 ejemplares) se construyó en Alemania, realizando el primer ejemplar su primer vuelo el 17 de octubre de 1956. El Do 27A, caracterizado por un amplio parabrisas envolvente y una cómoda disposición de seis asientos, fue muy popular.
El Do 27A (versión fundamentalmente militar) y el Do 27B con doble mando se diferenciaban poco, el ala alta sin montantes facilitaba el acceso de los pasajeros y la carga; sus enormes flaps le proporcionaban una asombrosa capacidad STOL. Antes de que la producción finalizase en 1966, se llegaron a construir más de 600 aparatos. La Fuerza Aérea y el Ejército alemanes encargaron 428 unidades del Do 27A; otro de los clientes iniciales fue la Flugwaffe suiza, cuyos siete primeros aviones llevaban un tren de aterrizaje provisto de patín y ruedas. Las Fuerzas Aéreas belgas, congoleñas, israelíes, nigerianas, portuguesas, suecas, sudafricanas y turcas, entre otras, utilizaron también estos aparatos.

## Variantes

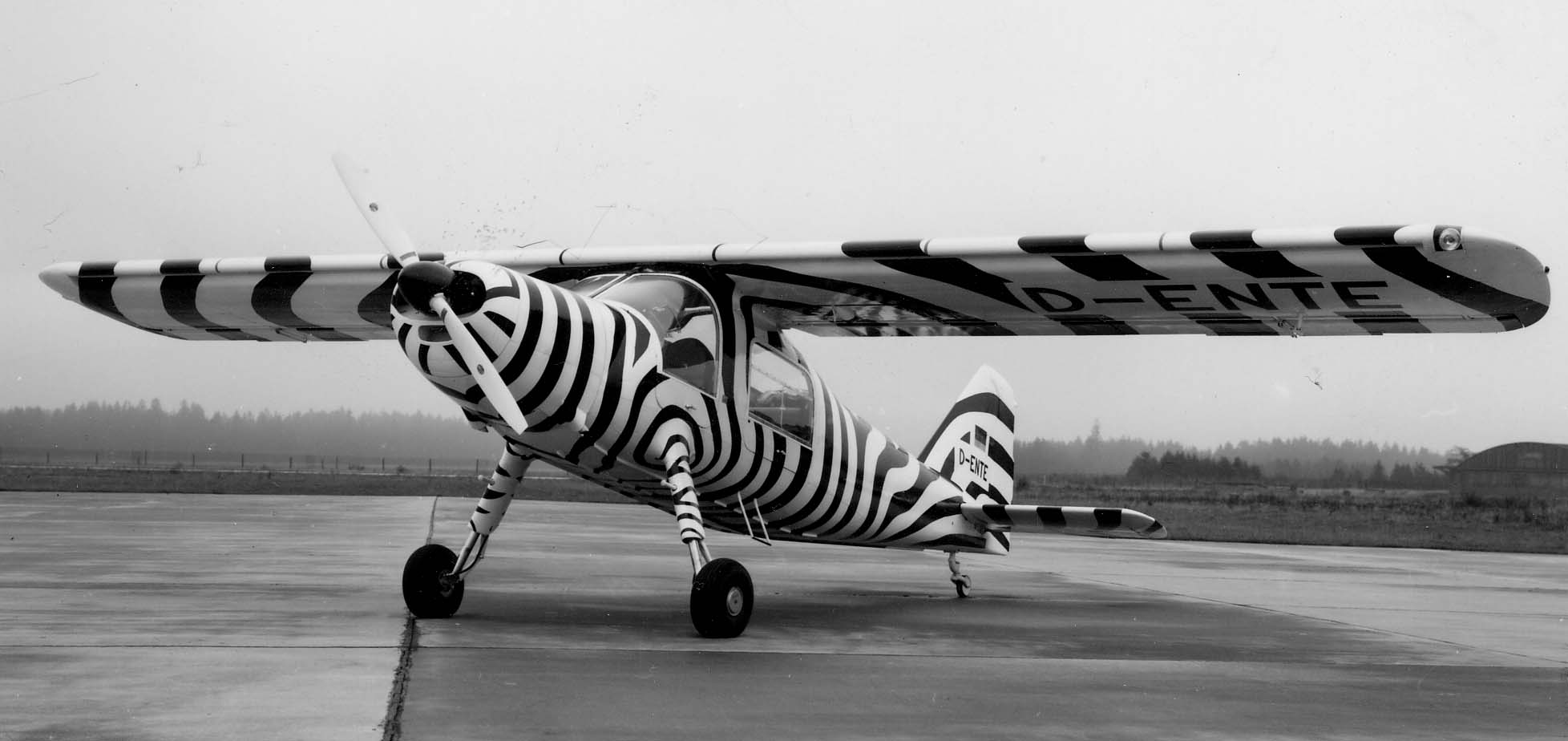
Do 27B-2 usado por Bernhard Grzimek. Nótese el camuflaje disruptivo.

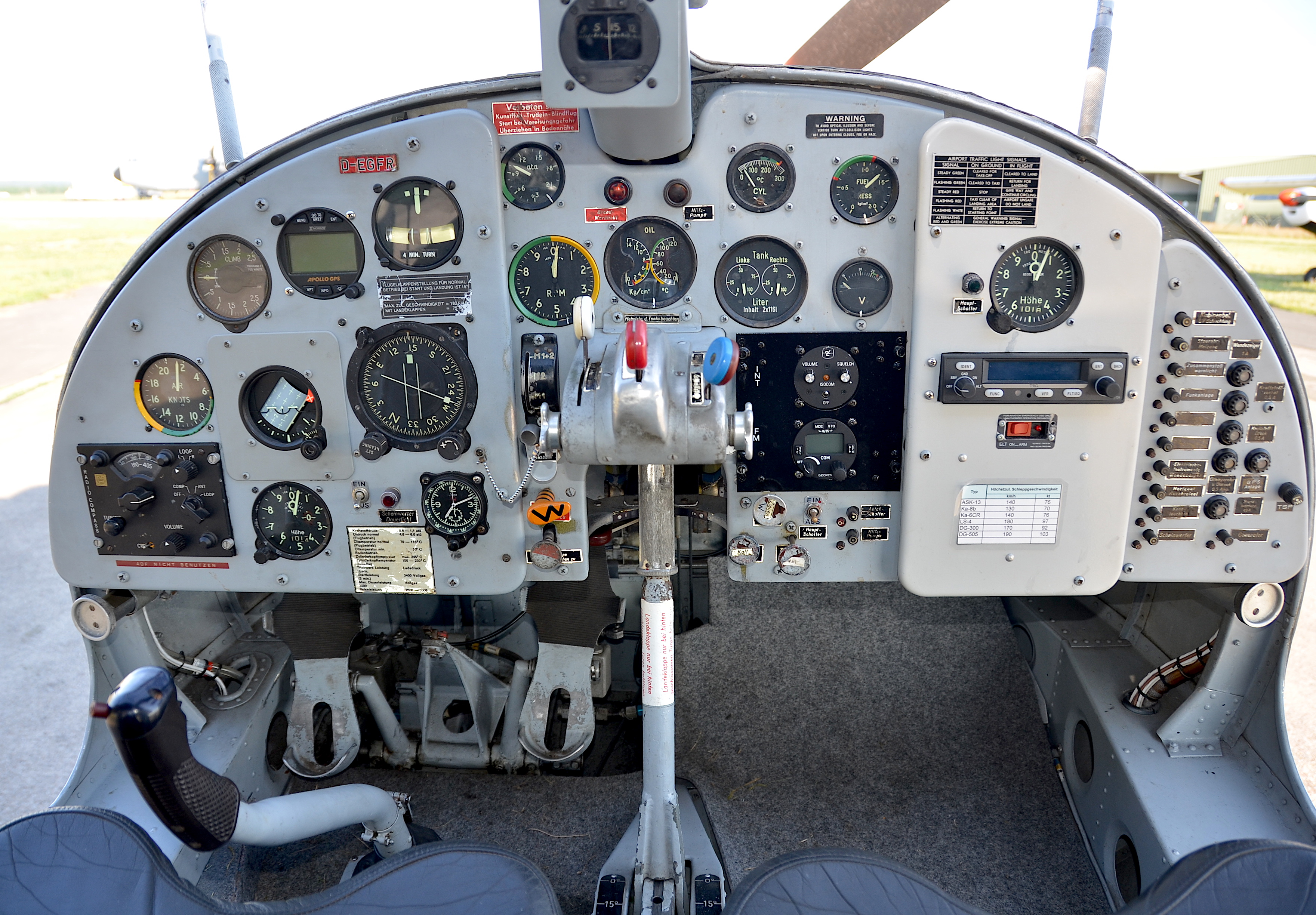
Cabina del Do 27A-1 (D-EGFR).

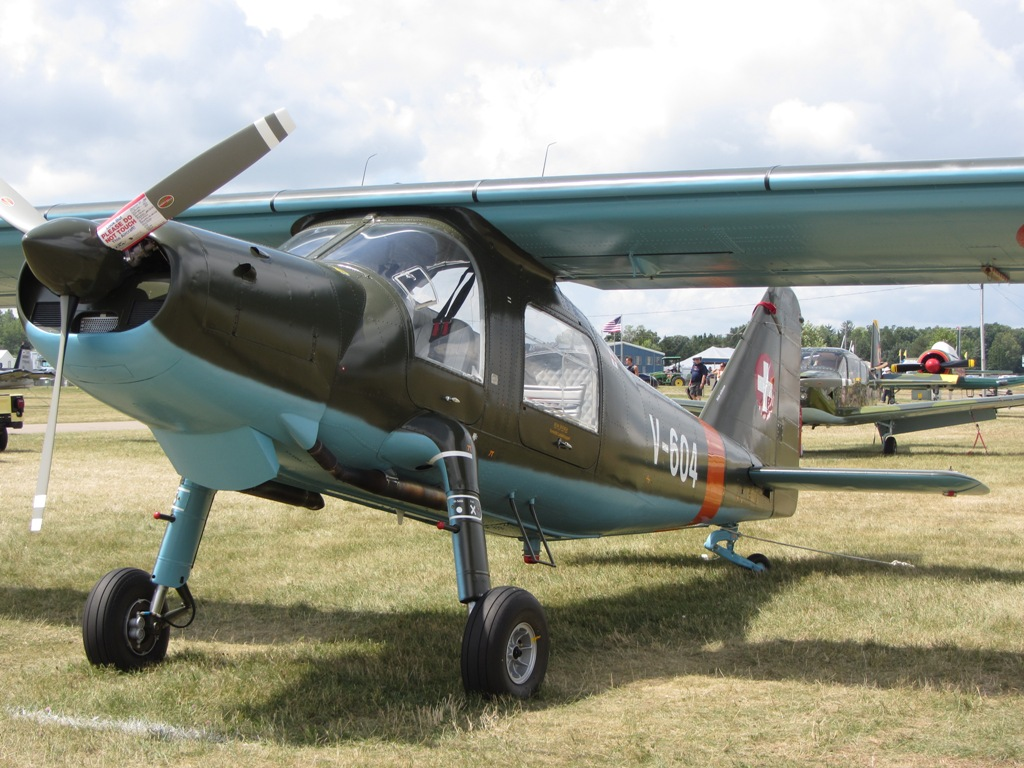
Do 27H-2.

Do 25
Avión precursor diseñado para cubrir un requerimiento español y propulsado por un motor ENMASA Tigre G.V de 110 kW (150 hp).
Do 27
Prototipo, dos construidos.
Do 27A-1
Avión de transporte utilitario militar de cinco asientos, monomotor, STOL; 177 construidos.
Do 27A-2
Do 27A-1 con modificaciones interiores menores, dos construidos.
Do 27A-3
Do 27A-1 con peso cargado al despegue incrementado, 88 construidos.
Do 27A-4
Variante con tren de aterrizaje ancho y peso cargado al despegue incrementado, 65 construidos.
Do 27B-1
Versión del A-1 con control dual, 86 construidos.
Do 27B-2
Do 27B-1 con modificaciones interiores menores, 5 construidos.
Do 27B-3
Do 27B-2 con peso cargado al despegue incrementado, 16 construidos.
Do 27B-5
Conversiones del 27B-3 al estándar 27A-4.
Do 27H-1
Do 27B-2 propulsado por un motor de pistón Avco Lycoming GSO-480 de 254 kW (340 hp) con hélice tripala y cola mayor, uno construido.
Do 27H-2
Variante del H-1 para la Fuerza Aérea suiza con algunas modificaciones como las aplicadas al Do 27Q-1.
Do 27J-1
Producción del Do 27A-4 para el Ejército belga, 12 construidos.
Do 27K-1
Producción del Do 27A-4 para la Fuerza Aérea portuguesa, 16 construidos.
Do 27K-2
Similar al K-1 con modificaciones menores para la Fuerza Aérea portuguesa, 14 construidos.
Do 27Q-1
Variante del A-1 de seis asientos para el mercado civil, 16 construidos.
Do 27Q-3
Variante del Q-1 de cuatro asientos con un motor Continental O-470K de 230 hp, uno construido.
Do 27Q-4
Q-1 mejorado con depósitos de combustible auxiliares, 34 construidos.
Do 27Q-5
Q-4 mejorado con modificaciones internas, 12 construidos.
Do 27Q-5(R)
Versión del Do 27Q-5 de categoría restringida.
Do 27Q-6
Variante del Q-5 con cambios internos para Guinea-Bisáu y Brasil, 2 construidos.
Do 27S-1
Versión de flotadores con timón agrandado y aleta ventral, uno construido.
Do 27T
Un Do 27Q-4 convertido con un motor turbohélice Turbomeca Astazou II.

## Operadores

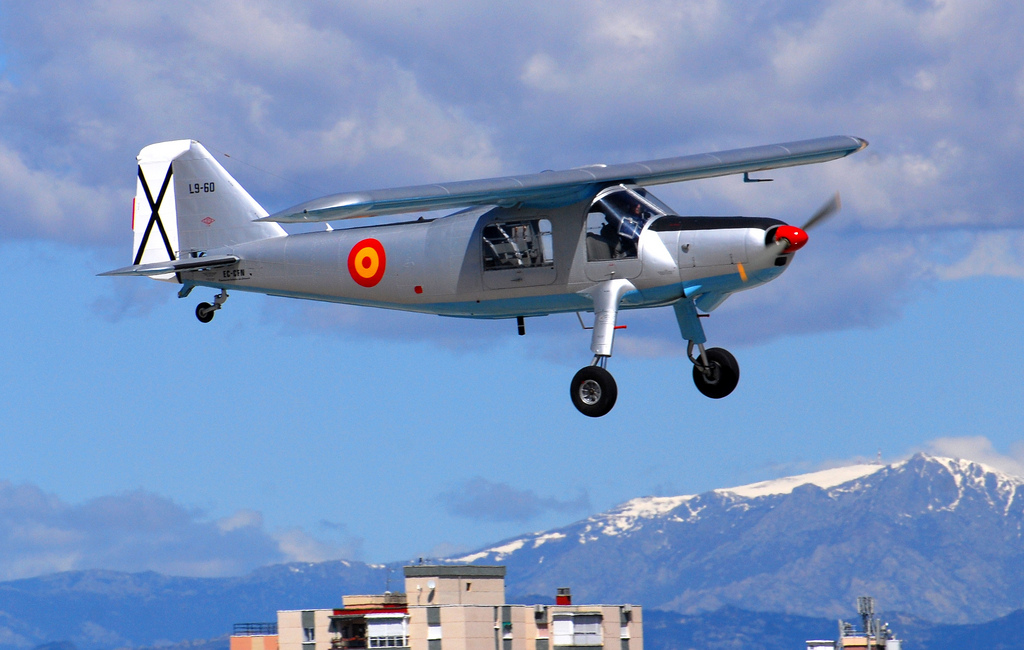
Dornier Do-27 con marcas del Ejército del Aire de España preservado por la Fundación Infante de Orleans.

### Militares
- Alemania
- Angola
- Bélgica
- Belice
- Burundi
- República del Congo
- España
- Guinea-Bisáu
- Israel
- Nigeria
- Portugal
- Ruanda
- Sudán
- Suecia
- Suiza
- Turquía

## Especificaciones (Do 27Q-5)

### Características generales
- Tripulación: Uno o dos (pilotos)
- Capacidad: 4 a 6 pasajeros
- Longitud: 9,6 m (31,5 ft)
- Envergadura: 12 m (39,4 ft)
- Altura: 2,8 m (9,2 ft)
- Superficie alar: 19,4 m² (208,8 ft²)
- Peso vacío: 1072,8 kg (2364,5 lb)
- Peso máximo al despegue: 1850,6 kg (4078,7 lb)
- Planta motriz: 1× motor bóxer de seis cilindros refrigerado por aire Lycoming GO-480-B1A6.
  - Potencia: 205 kW (283 HP; 279 CV)

### Rendimiento
- Velocidad máxima operativa (Vno): 232 km/h (144 MPH; 125 kt)
- Velocidad crucero (Vc): 211 km/h (131 MPH; 114 kt)
- Alcance: 1287 km (695 nmi; 800 mi)
- Techo de vuelo: 3292 m (10 801 ft)

## Aeronaves relacionadas

### Desarrollos relacionados
- Dornier Do 28

### Aeronaves similares
- Helio Courier
- Max Holste Broussard
- PZL-104 Wilga
- Scottish Aviation Pioneer
- Pilatus PC-6 Porter

### Secuencias de designación
- Secuencia Do _ (interna de Dornier): Do 24 - Do 25 - Do 27 - Do 28 - Do 29 - Do 31 →
- Secuencia C-_ (interna de CASA): ← C-101 - C-102 - C-112 - C-127 - C-201 - C-202 - C-207 →
- Secuencia Fpl _ (Aviones del Ejército suecos): Fpl 51 - Fpl 53 - Fpl 54 - Fpl 61
- Secuencia Trp/Tp _ (Aviones de transporte de la Fuerza Aérea Sueca, 1926-presente): ← Tp 46 - Tp 47 - Tp 52 - Tp 53 - Tp 54 - Tp 55 - Tp 78 →
- Secuencia L._ (Aeronaves Utilitarias del Ejército del Aire español, 1954-1978): ← L.6 - L.7 - L.8 - L.9 - XL.10 - L.12 - L.13 →
- Secuencia U._ (Aeronaves Utilitarias del Ejército del Aire español, 1978-presente): U.9 - U.12 - UD.13 - U.14 →